# 700

## Догађаји
- Аварска и словенска племена освајају византијске територије на Балканком полуострву, заузимајући земље чак на југу до полуострва Пелопонез у јужној Грчкој.
- Краљ Куниперт умире после 12-годишње владавине, а наследио га је син Лиутперт. Он влада Ломбардским краљевством заједно са Анспрандом, војводом од Астија, као регентом.
- Рагинперт, војвода од Торина, смењује краља Лиутперта после осам месеци владавине. Он узурпира ломбардски престо и ставља свог сина Ариперта у ред за наследство.
- Пепин од Херстала, градоначелник палате, проширује Франачко краљевство и припаја Тирингију. Он покреће рат ка Алеманима.
- Краљ Ине од Весекса почиње да се ослобађа подкраљева Весекса и замењује их еалдорменима.
- Еоганацхта, ирска династија са средиштем око Кашела, почиње да доминира јужном Ирском.
- Хамвик се појављује као главни трговачки град у Весексу.
- Мохаммад ибн ал-Ашат се побунио против калифа Абд ал-Малика ибн Марвана у регионима Систана и Белуџистана (Иран).
- Омајадски принц Абдалах ибн Абд ал-Малик заузима византијско упориште Теодосиопољ у Јерменији.
- Муса ибн Нусаир побеђује берберске снаге у Алжиру, окончавајући отпор Арапима.
- Афричка трговина робљем кроз Сахару је толико обимна да је основан град Завила (Тунис).
- Цивилизација Маја: Храм Тикал, назван „Храм џиновског јагуара“ (гробница Јасав Јан Кавил), Тикал (Гватемала) је изграђен.
- Дикуис култура (модерна Костарика) почиње у Централној Америци.
- Вулкански комплекс Моунт Едзиза еруптирао је у северној Британској Колумбији у Канади.
- Народ Вари врши инвазију и заузима долину Куско (савремени Перу) у јужним висоравнима.
- Култура Мочеа у северном делу савременог Перуа пропада, углавном због еколошких проблема и/или политичких и друштвених немира.
- Амида Буда, фреска у кон-доу (храм Хорју-ђи), направљена је (период Нара).
- Краљица Катбур од Нортумбрије улази у верски живот. Поново је основана англосаксонска верска заједница у манастиру Свете Марије.
- Вилиброрд, англосаксонски мисионар, оснива мисијско место у Емериху на Рајни (Немачка), у Епархији Утрехт.
- Гимназију у Беверлију (Источни Јоркшир) основао је бискуп Јован од Беверлија.
- Линдисфарнско јеванђеље, илуминирани рукопис (Књига Јеванђеља), направљен је у Нортамбрији.